# Lori Glaze
Lori Glaze est une scientifique américaine, directrice de la Division des sciences planétaires de la Direction des Missions Scientifiques de la NASA,. Elle a été membre de la Commission des Planètes Intérieures lors de la dernière enquête décennale concernant la science planétaire (Planetary Science Decadal Survey) et a occupé pendant plusieurs années un rôle au sein du Comité Exécutif du Venus Exploration Analysis Group (VEXAG) de la NASA, en tant que présidente du groupe depuis 2013.
Elle a participé à de nombreuses études de faisabilité pour des missions vers la planète Vénus financées par la NASA, notamment en tant que membre de l'équipe de définition du programme Venus Flagship Science and Technology (2009), en tant que championne scientifique pour le projet Venus Mobile Explorer (2010) et co-champion pour le projet Venus Intrepid Tessera Lander (2010).

## Biographie
Lori Glaze a défendu la position des femmes dans les sciences ainsi que l'importance d'explorer Vénus dans notre quête pour mieux comprendre l'évolution de la Terre,,. Lori Glaze a plus de 15 ans d'expérience en gestion scientifique, dont plus de dix ans en tant que vice-présidente de Proxemy Research, Inc. Elle a également passé trois ans en tant que chef adjoint de laboratoire et trois ans comme directrice adjointe de la division Exploration du Système Solaire à la NASA de Goddard Space Flight Center .
Lori Glaze a été l'investigatrice principale pour la mission NASA Discovery , Deep Atmosphere Venus Investigation of Noble gas, Chemistry, and Imaging (DAVINCI). Cette mission propose d'envoyer une sonde au travers de l'atmosphère de Vénus, et la faire atterrir à la surface de la planète, si possible sur un terrain accidenté et complexe géologiquement. En traversant l'atmosphère de Vénus, la sonde DAVINCI explorerait les différentes couches atmosphériques y compris le couches les pluprofondes largement cachées des instruments terrestres et des engins spatiaux en orbite. DAVINCI serait la première sonde américaine en près de quatre décennies à cibler l'atmosphère de Vénus.

## Vie privée
Lori Glaze est mariée à  Terry Glaze, l'ancien chanteur et leader de Pantera et Lord Tracy. Ils ont deux filles.

## Réalisations professionnelles et récompenses
- De 2013 à aujourd'hui: Présidente, Venus Exploration Analysis Group (VEXAG)
- De 2013 à aujourd'hui: membre du sous-comité des sciences planétaires du conseil consultatif de la NASA
- De 2009 à 2010: Special Act Award for Leadership (Science Champion) de deux études de concept de missions planétaires  décennale (Venus Mobile Explorer, Venus Intrepid Tessera Lander)
- De 2009 à 2010: membre de la National Academy of Science Decadal Survey, Inner Planets Panel
- De 2009 à 2013: Membre du comité de pilotage du Venus Exploration Analysis Group (VEXAG)
- De 2008 à 2009: Membre de l'équipe de développement scientifique et technologique pour le programme Venus Flagship de la NASA
- De 2007 à 2012: rédactrice adjointe du Journal of Geophysical Research, Solid Earth